# قطانتا (المهرة)

تعديل مصدري - تعديل

قطانتا هي إحدى قرى عزلة جاذب بمديرية حوف التابعة لمحافظة المهرة، بلغ تعداد سكانها 12 نسمة حسب تعداد اليمن لعام 2004.